# François-Xavier Fabre

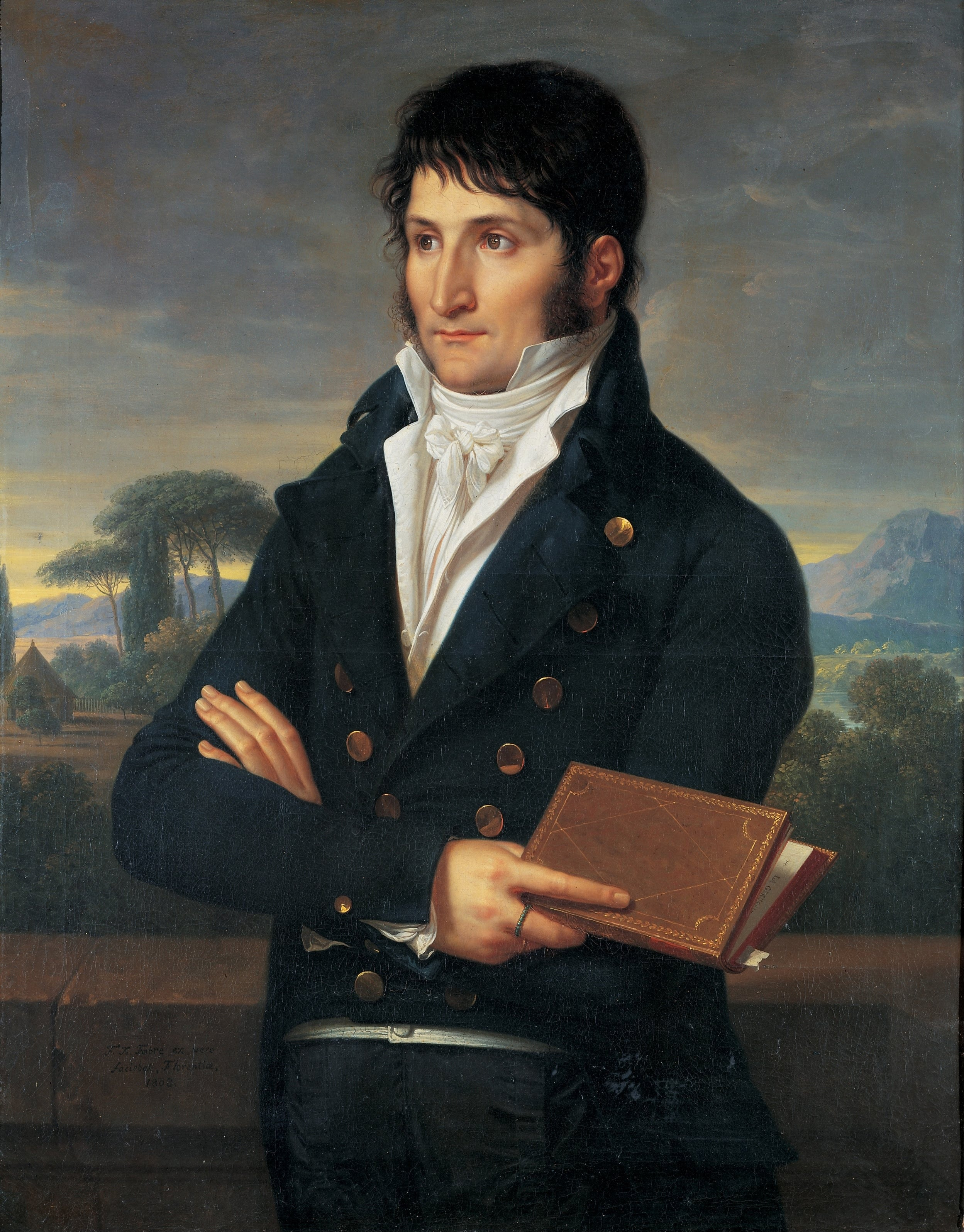
Retrat de Llucià Bonaparte, de François-Xabier Fabre

François-Xavier Fabre (Montpeller, 1766-1837) va ser un pintor francès de temes històrics.
Nascut a Montpeller, Fabre fou alumne de Jacques-Louis David, i va adquirir cert renom en guanyar el Premi de Roma de 1787. Durant la Revolució Francesa va anar a viure a Florència, on fou membre de l'Acadèmia de Florència i professor d'art. Entre els amics que va fer a Itàlia s'inclou el dramaturg Vittorio Alfieri, la vídua del qual, la princesa Louise de Stolberg-Gedern, es diu que esdevingué la seva dona.
Amb la mort de Louise el 1824, Fabre va heretar la seva fortuna, que utilitzà per a fundar una escola d'arts a la seva ciutat natal. Abans de morir, Fabre va llegar la seva col·lecció d'art a la ciutat, formant la base de la pinacoteca de l'actual Museu Fabre.

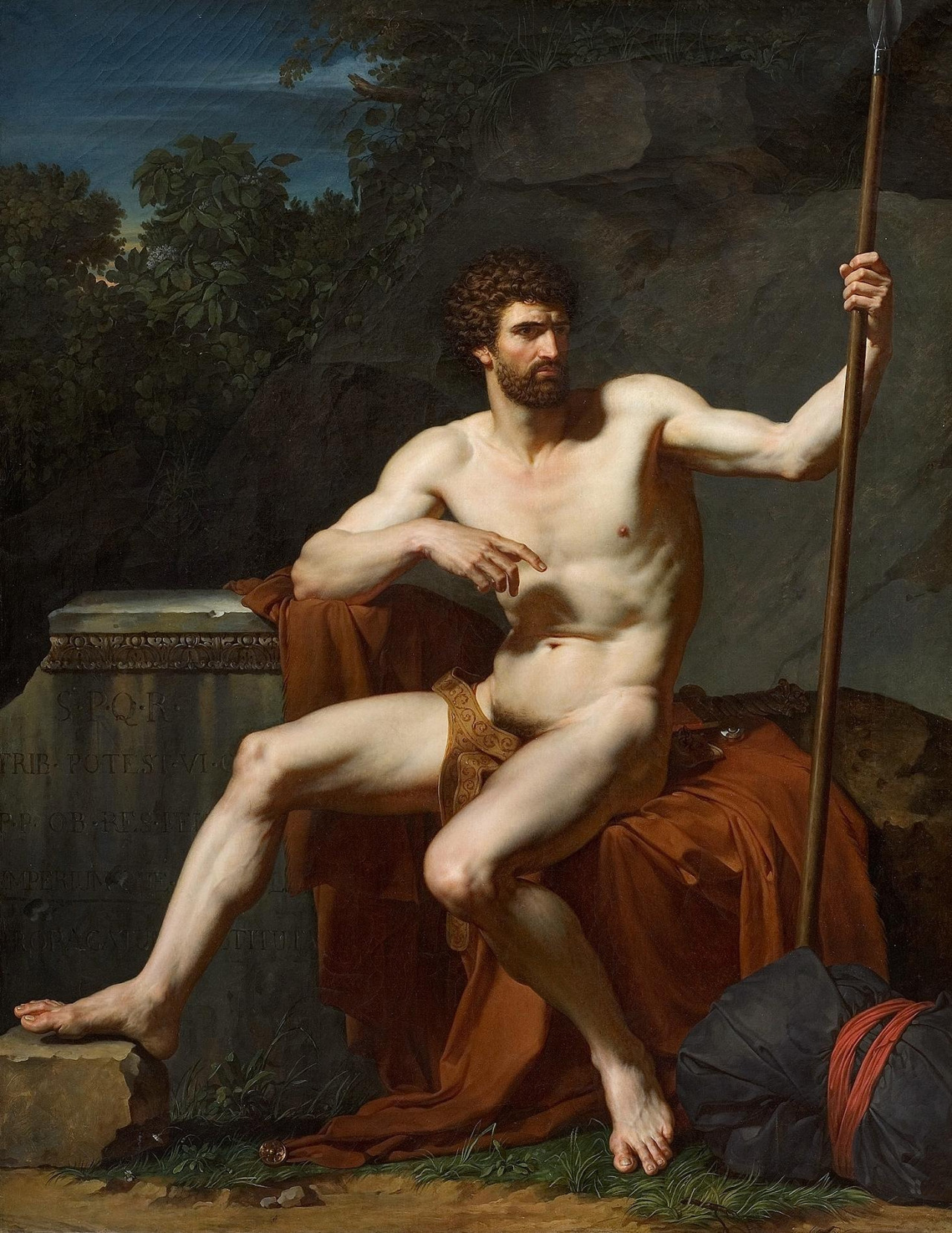
Le Soldat romain au repos (1788)
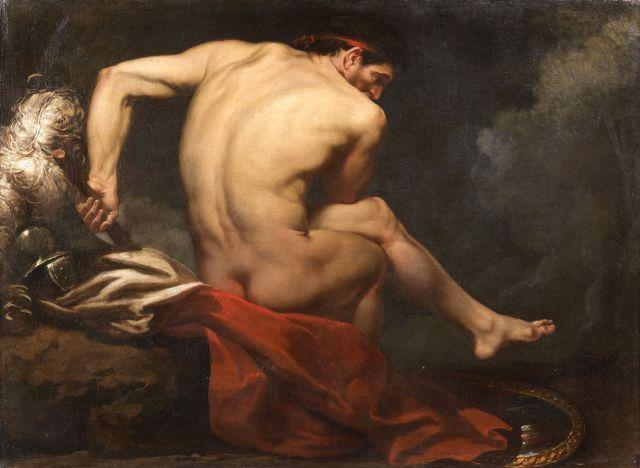
Le Soldat grec au repos, coll. part.
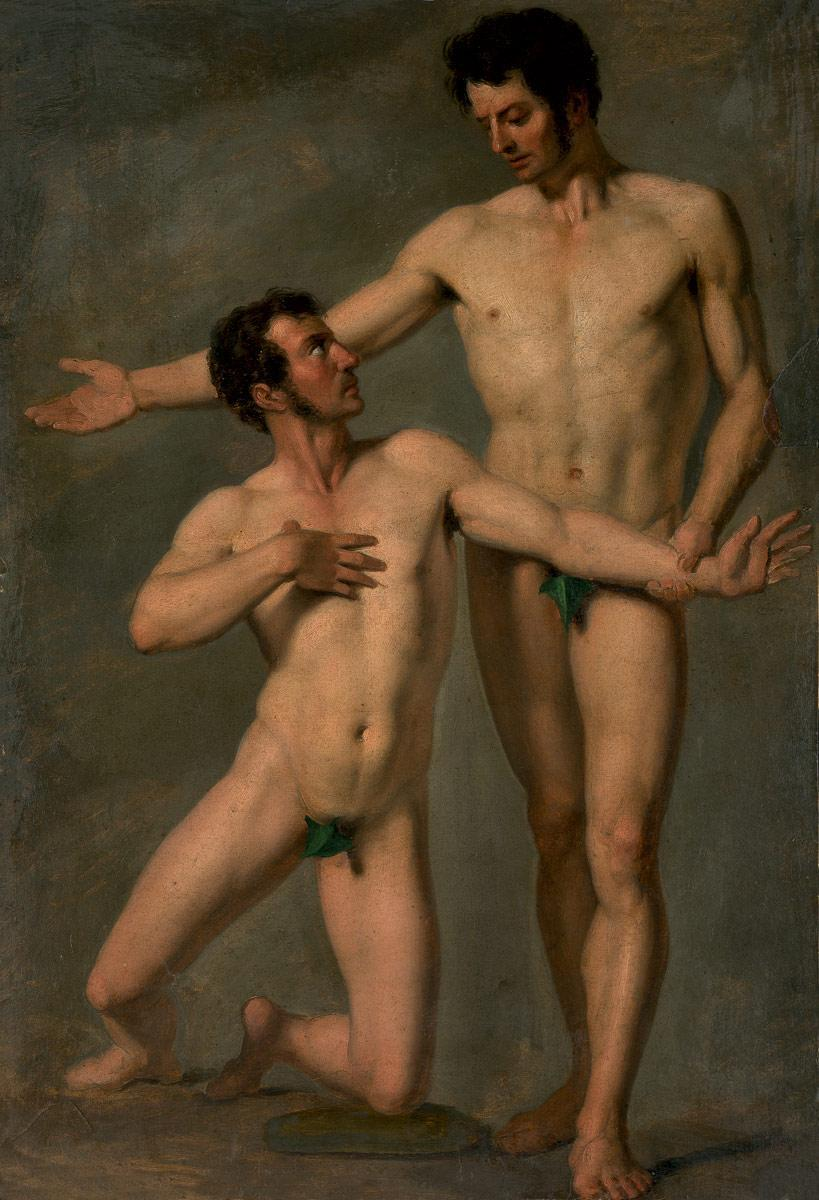
Deux hommes nus (1825)
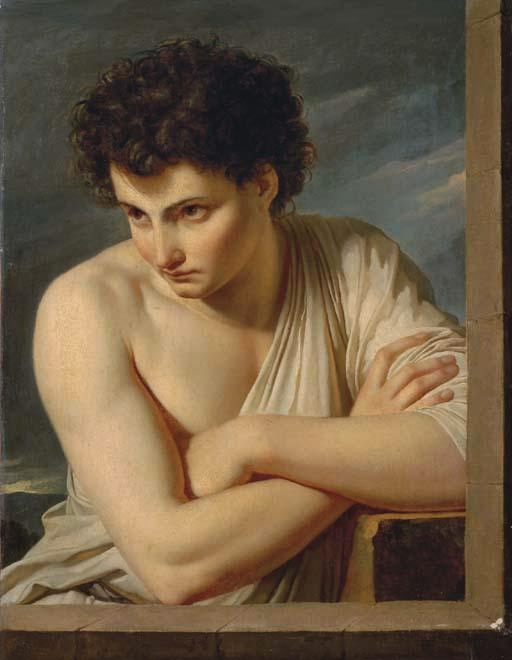
Jeune berger d'Arcadie, coll. part.